# Baie de Grama
La baie de Grama (albanais : Gjiri i Gramës), est une baie dans le sud de l'Albanie. Elle est reconnue comme zone protégée en 2002 et couvre une superficie de 5 hectares.

## Géographie
Située le long de la péninsule de Karaburun à proximité du parc national marin Karaburun-Sazan, on y accède par voie terrestre depuis Palasë ou bien par la mer depuis Dhermi.

## Vestiges archéologiques
Il subsiste sur les parois rocheuses de ce site de nombreuses gravures en grec ancien et en latin datant du début de notre ère.